# كنارة بني إسرائيل
كِنَّارة بني إسرائيل (بالعبرية: כִּנּוֹר، نقحرة: كِنُّور‏) هي آلة بني إسرائيل موسيقية قديمة من عائلة الكِنَّاريّات [الإنجليزية]، وهي أول آلة موسيقية ذُكرت في الكتاب المقدس العبري.
ترتبط هذه الآلة بنوع من الكنارة المصورة في الصور الإسرائيلية، ولا سيما عملات بار كوخبا.:440 أُشير إليها على أنها "الآلة الموسيقية الوطنية" للشعب اليهودي، وقد ابتكر الوتَّارون [الإنجليزية] (صانعو الآلات الوترية أو مصلحوها) المعاصرون نُسخ من كنارة بني إسرائيل بناءً على هذه الصور.
أصبحت الكلمة فيما بعد تعني الكمان في اللغة العبرية الحديثة.
الكلمة العربية "كِنَّارة" شقيقة الاسم العبري للآلة، أي لهما أصل مشترك.